# Chris Booker
Christopher Monroe Booker, detto Chris (Fort Worth, 24 ottobre 1981), è un ex cestista statunitense.

## Palmarès
- Campionato sloveno: 3

Union Olimpija: 2007-08
Krka Novo mesto: 2010-11, 2013-14
- Campionato belga: 1

Ostenda: 2011-12
- Coppa di Slovenia: 3

Union Olimpija: 2008
Krka Novo Mesto: 2014, 2015
- Coppa di Bosnia ed Erzegovina: 1

Igokea: 2016
- EuroChallenge: 1

Krka Novo mesto: 2010-11